# Aurélien Noël
Aurélien Noël (16 septembre 1904-16 décembre 1991) est un avocat, chargé de cours, comptable, professeur et homme politique fédéral du Québec.

## Biographie
Né à Saint-Ferdinand, il devint député du Parti libéral du Canada dans la circonscription fédérale d'Outremont—Saint-Jean lors d'une élection partielle déclenchée après la démission du député Maurice Lamontagne en 1967. Réélu dans Outremont en 1968, il ne se représenta pas en 1972 alors qu'il fut remplacé par Marc Lalonde comme candidat libéral. En 1968, il avait subi des pressions pour ne pas se représenter et laisser la circonscription à son collègue, Maurice Sauvé, qui avait été député des Îles-de-la-Madeleine. Aurélien Noël refuse et a été réélu dans sa circonscription. 